# Roncherolles-sur-le-Vivier
Roncherolles-sur-le-Vivier là một xã thuộc tỉnh Seine-Maritime trong vùng Normandie miền bắc nước Pháp.

## Dân số
| 1962                                 | 1968 | 1975 | 1982 | 1990 | 1999 | 2006 |
| ------------------------------------ | ---- | ---- | ---- | ---- | ---- | ---- |
| 387                                  | 378  | 505  | 845  | 1069 | 1091 | 1132 |
| Từ năm 1962: Dân số không tính trùng |      |      |      |      |      |      |